# Herrenhaus Kasererhof

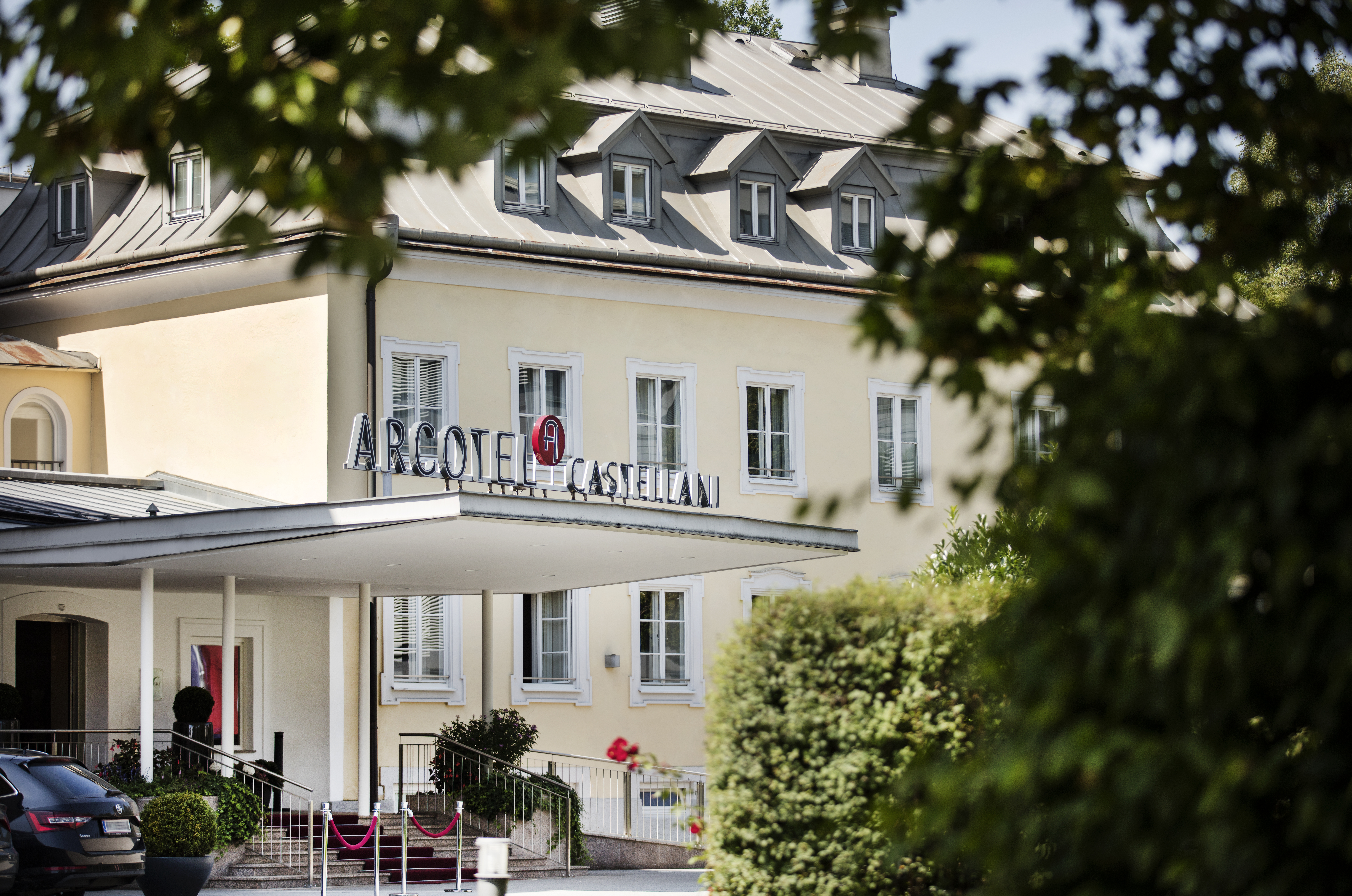
Hotel Castellani

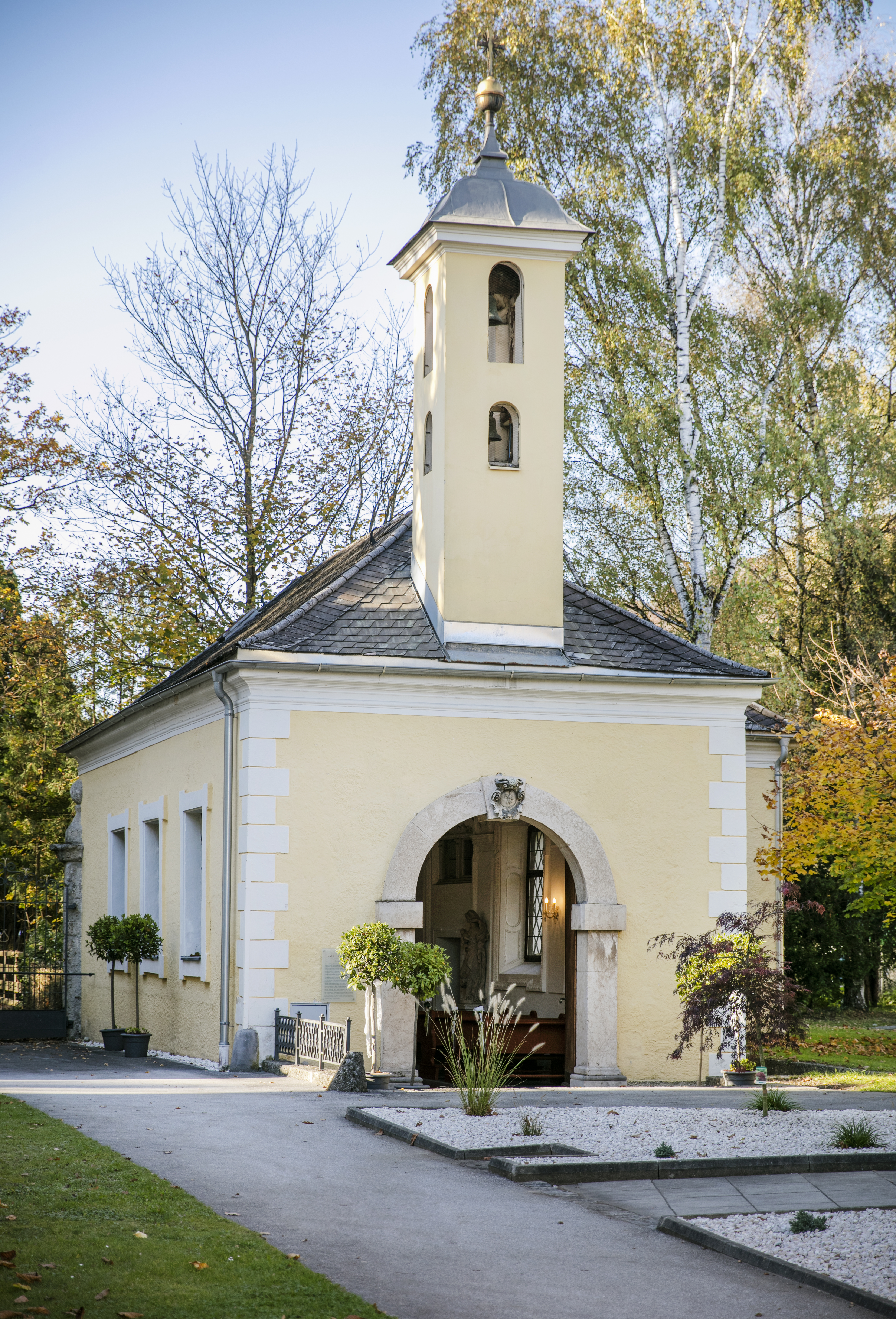
St. Joseph Kappe im Innenhof des Hotels Castellani

Das Herrenhaus Kasererhof (auch Gutshof St. Joseph oder Josefshof genannt) liegt im Ortsteil Josefiau von Salzburg (Alpenstraße 6).

## Geschichte
Bereits im 14. Jahrhundert wird der „Josefs-Hof“ im Besitz der erzbischöflichen Hofmeisterei erwähnt. Das barocke Anwesen gehörte zum Pfleggericht Glanegg. 1642 wird das Herrenhaus gebaut.
1674 ist der Handelsmann Peter Weiß der neue Eigentümer. Nach Weiß wird Abraham Zillner von Zillerberg neuer Eigentümer und ließ den Hof zur Recraetion und Lust, nit aber zu Nutzen und Einträglichkeit ausbauen. Er ließ auch 1677 hier am Eschenbach eine Kapelle für den hl. Joseph errichten, von dem sich in der Folge der Stadtteilname Josefiau ableitete. 1688 wird Zillner von Kaiser Leopold I. in den Reichsadelstand erhoben. 1712 wurde neben der Kapelle ein profaner Zwillingsbau errichtet, so dass man über eine Brücke über den Erlbach zwischen den beiden Gebäuden den Josefshof erreichte.
Um die Mitte des 17. Jahrhunderts war das Anwesen im Besitz des Komponisten Heinrich Ignaz Franz Biber. Damals gehörte auch noch eine Mühle dazu. 1705 wird das Anwesen an den Dechant von Altenmarkt im Pongau verkauft. Dieser schenke es dem „Collegium S. Caroli“. Das Collegium Sancti Caroli, eine Stipendienstiftung der Universität Salzburg, war im Besitz des Anwesens ab 1717. Nach der Aufhebung des Collegiums 1811 wurde hier erstmals ein Wirtshaus erwähnt, das sogenannte „Wirtshaus zu den drei Schwestern“. 1814 brennen Schloss und Meierhof ab. Nach verschiedenen Besitzern wird der Besitz von der Familie Kaserer – die auch das Kasererbräuhaus in der Kaigasse besitzen – erworben und unter dem Namen „Kasererhof“ geführt. Nach 1929 wurde das Haus von der Familie Günther-Strohbichler übernommen. Diese Familie führte neben dem Gasthaus auch die dazugehörige Landwirtschaft.
Ab Mai 1948 wurde im Gasthof Kasererhof die sowjetische Repatriierungsmission eingerichtet, die Wirts- und Bauernfamilie lebte weiter in dem Gasthof und betrieb den Kasererhof als Bauernhof. Zuvor war hier eine Dienststelle der CID einquartiert (Salzburg gehörte damals zur US-amerikanischen Besatzungszone). Die Zusammenarbeit zwischen den US-amerikanischen und sowjetischen Dienststellen verlief nicht ohne Friktionen; die sowjetischen Soldaten wurden in Einzelfällen von den in Lagern zusammengefassten Displaced Persons beschimpft und mit Steinen beworfen. Am 5. Juni 1951 wurde vom USFA-Hauptquartier der sowjetischen Repatriierungskommission die Anweisung erteilt, die US-Zone bis zum 8. Juni 1951 zu verlassen. Am 9. Juni bestiegen die Mitglieder der sowjetischen Repatriierungskommission einen Wagen und fuhren zu einer amerikanischen Dienststelle in Salzburg, um gegen die Ausweisung zu protestieren. In der Zwischenzeit wurde das Gepäck der Russen auf einen amerikanischen Militäslastwagen verladen. Der Fahrer des russischen Pkws wurde dann mit Gewalt von einem amerikanischen Offizier entfernt und er fuhr die Russen zur Ennsbrücke und vollzog die Überstellung in die sowjetische Besatzungszone. Am 10. Juni 1951 wurde die sowjetische Fahne vom Kasererhof entfernt und die Besitzerfamilie konnte ihr Anwesen wieder in den Dienst des zivilen Fremdenverkehrs stellen.

## Heutige Nutzung
In den 1990er Jahren musste der damalige Besitzer des „Hotels Kasererhof“ Konkurs anmelden. In der Folge erwarb es eine Hotelbetreibergesellschaft, die es zum „Parkhotel Castellani“ umbaute. Die namensgebende Kapelle befindet sich im rückwärtigen Hof der Hotelanlage.
Im Dezember 2015 wurde das Castellani Parkhotel von der Österreichischen Hotelgruppe ARCOTEL Hotels & Resorts gekauft. Seitdem heißt das Castellani Parkhotel – ARCOTEL Castellani.